# Chicago Bulls 1993-1994
La stagione 1993-94 dei Chicago Bulls fu la 28ª nella NBA per la franchigia.
I Chicago Bulls arrivarono secondi nella Central Division della Eastern Conference con un record di 55-27. Nei play-off vinsero il primo turno con i Cleveland Cavaliers (3-0), perdendo poi la semifinale di conference con i New York Knicks (4-3).

## Roster
| N° | Naz.                   | Ruolo | Sportivo        | Anno | Alt. | Peso |
| -- | ---------------------- | ----- | --------------- | ---- | ---- | ---- |
| 3  | Stati Uniti (bandiera) | P     | Jo Jo English   | 1970 | 193  | 88   |
| 5  | Stati Uniti (bandiera) | G     | John Paxson     | 1960 | 188  | 84   |
| 7  | Croazia (bandiera)     | A     | Toni Kukoč      | 1968 | 208  | 87   |
| 8  | Stati Uniti (bandiera) | GA    | Dave Johnson    | 1970 | 201  | 95   |
| 10 | Stati Uniti (bandiera) | P     | B.J. Armstrong  | 1967 | 188  | 79   |
| 13 | Australia (bandiera)   | C     | Luc Longley     | 1969 | 218  | 120  |
| 20 | Stati Uniti (bandiera) | G     | Pete Myers      | 1963 | 198  | 82   |
| 21 | Stati Uniti (bandiera) | AC    | Stacey King     | 1967 | 211  | 104  |
| 24 | Stati Uniti (bandiera) | C     | Bill Cartwright | 1957 | 216  | 111  |
| 25 | Stati Uniti (bandiera) | G     | Steve Kerr      | 1965 | 191  | 79   |
| 32 | Stati Uniti (bandiera) | C     | Will Perdue     | 1965 | 213  | 109  |
| 33 | Stati Uniti (bandiera) | AP    | Scottie Pippen  | 1965 | 203  | 95   |
| 34 | Canada (bandiera)      | C     | Bill Wennington | 1963 | 213  | 111  |
| 42 | Stati Uniti (bandiera) | AC    | Scott Williams  | 1968 | 208  | 104  |
| 44 | Stati Uniti (bandiera) | AG    | Corie Blount    | 1969 | 206  | 109  |
| 54 | Stati Uniti (bandiera) | AG    | Horace Grant    | 1965 | 208  | 98   |

## Staff tecnico
- Allenatore: Phil Jackson
- Vice-allenatori: Johnny Bach, Jim Cleamons, Tex Winter
- Preparatore atletico: Chip Schaefer
- Preparatore fisico: Al Vermeil
- Assistente preparatore fisico: Erik Helland